# Lycon (orateur)
Pour les articles homonymes, voir Lycon.
Lycon (en grec ancien Λύκων) est un homme politique athénien du Ve siècle av. J.-C.
Lycon est un personnage dont on sait peu de choses. Orateur, il est la cible des poètes comiques tels Eupolis ou Cratinos. Appartenant à l’entourage d’Anytos, il était, d’après l'historienne Claude Mossé, sans doute chargé avec d’autres de soutenir ses intérêts dans les assemblées ou les procès. Des trois accusateurs dans le procès de Socrate, Lycon est le moins connu ; son identification historique a parfois prêté à controverses. Son fils, Autolycos, pugiliste vainqueur de l’épreuve des Grandes Panathénées fut l’une des victimes condamnées à mort du régime des Trente. Le philosophe Maxime de Tyr dit dans sa Neuvième Dissertation : « Socrate fut accusé par Mélitus, traduit en jugement par Anytus, poursuivi par Lycon, condamné par les Athéniens, chargé de fers par les onze et réduit à avaler la ciguë : et Socrate dédaigna Mélitus qui l'accusoit, et Socrate couvrit de mépris Anytus qui le traduisoit en justice, et Socrate se moqua de Lycon qui parloit contre lui ».

## Biographie
Lors du procès de Socrate, Lycon lance avec l’orateur Anytos et le poète Mélétos l’accusation contre le philosophe : il s’occupe de mener les premières procédures. En avril -399, Socrate se voit accusé par Mélétos,, ainsi que deux de ses amis (Lycon et Anytos), de deux crimes, découpés en trois chefs d’accusation,,, :
1. Ne pas reconnaître les dieux que reconnaît la cité ;
2. Introduire des divinités nouvelles ;
3. Corrompre les jeunes gens[9].

Anytos prétend également que Socrate est le maître à penser de Critias, l’un des Trente Tyrans. Selon Xénophon, Socrate avait publiquement reproché à Anytos de vouloir que son fils, dont il est fier de la victoire, qu'il lui succède aux affaires, et de l’avoir éduqué à cette fin. C’est donc par rancœur personnelle qu’Anytos aurait accusé Socrate. Socrate est reconnu coupable, puis condamné à boire la ciguë. Après la mort du philosophe, la foule se tourne contre ses accusateurs et Anytos est contraint de fuir Athènes.

## Sources
- Platon, Apologie de Socrate [détail des éditions] [lire en ligne] (24a, 36b)